# Lithacodia postvittata
Lithacodia postvittata är en fjärilsart som beskrevs av Alfred Ernest Wileman 1914. Lithacodia postvittata ingår i släktet Lithacodia och familjen nattflyn. Inga underarter finns listade i Catalogue of Life.